# مستودون
المَسْتُودُون أو الصنَّاجة (بالإنجليزية: Mastodon)‏؛ ويعني اسمه اليوناني ضرعيّ الأسنان، وهو حيوان ضخم الجثة بائد يشبه الفيل ولكن له جلد بفروة، عاش المستودون في أمريكا الشمالية وأمريكا الوسطى، ظهر المستودون في أواخر العصر الميوسيني وانقرضت في البليستوسين (العصر الحديث الأقرب) أي منذ 10.000 إلى 11.000 سنة مضت.

## تاريخ
عُثر على عظام هذه الأفيال في مواقع كثيرة وهناك موقع حفر قطران لابريا في لوس أنجلوس ويوجد الهيكل المستخرج من القطران في متحف جورج بيج هيكل عظمي لأنثى مستودون مع صغيرها، يشبه المستودون الماموث، هناك أنواع قريبة من المستودون مثل المستودون الفك المجرفي والغومفوثيريوم عُثر على عظام ذو الفك المجرفي في أفريقيا وآسيا وأمريكا الشمالية وعثر على عظام الغومفوثيريوم في آسيا وأفريقيا، للمستودون أسنان مكسوة بالمينا.

## الوصف

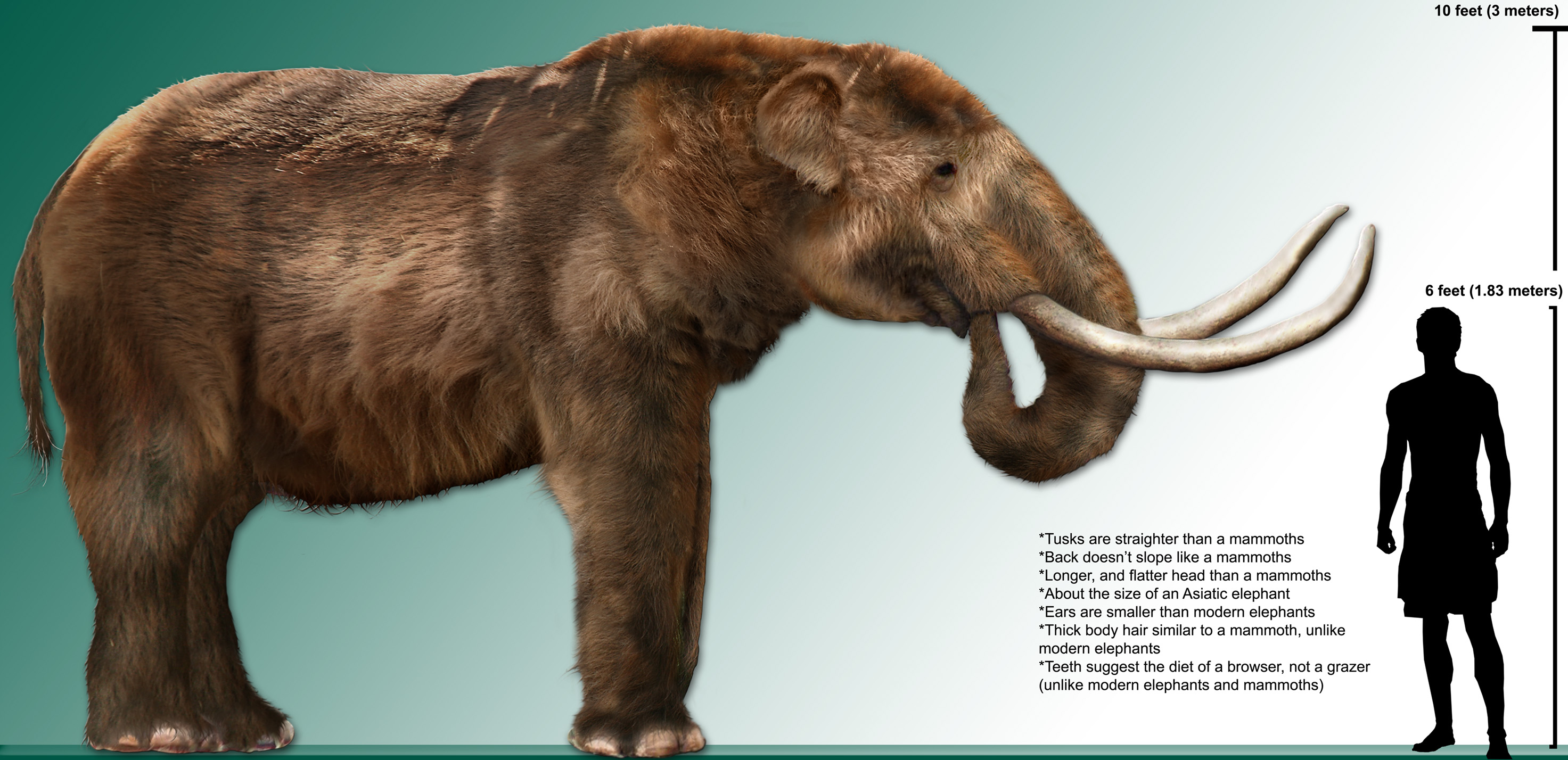
إعادة تنضيد الماموت الأمريكي

على الرغم من تشابه المستودون مع الفيل والماموث من حيث الشكل والحجم إلا أنه لا يوجد بينهم إرتباطًا وثيقًا. وتختلف أسنان المستودون بشكلٍ كبير عن أعضاء عائلة الفيلة، فلدى المستودون نتوءات مخروطة غير حادة شبيهه بالحلمة على تاج الضرس، وهي الملائمة أكثر لمضغ أوراق الشجر من تلك عالية التاج التي يتمتع بها الماموث وتناسب أنشطة الرعي، ويعني اسم مستودون (أو المستودونت) «حلمة الأسنان» كما أنها الاسم القديم لهذا الجنس. وجمجمة المستودون أكبر ومفلطحة أكثر من جمجمة الماموث، كما أن هيكل المستودون العظمي أكثر قصرًا وقوةً.

## تصنيف وتطور

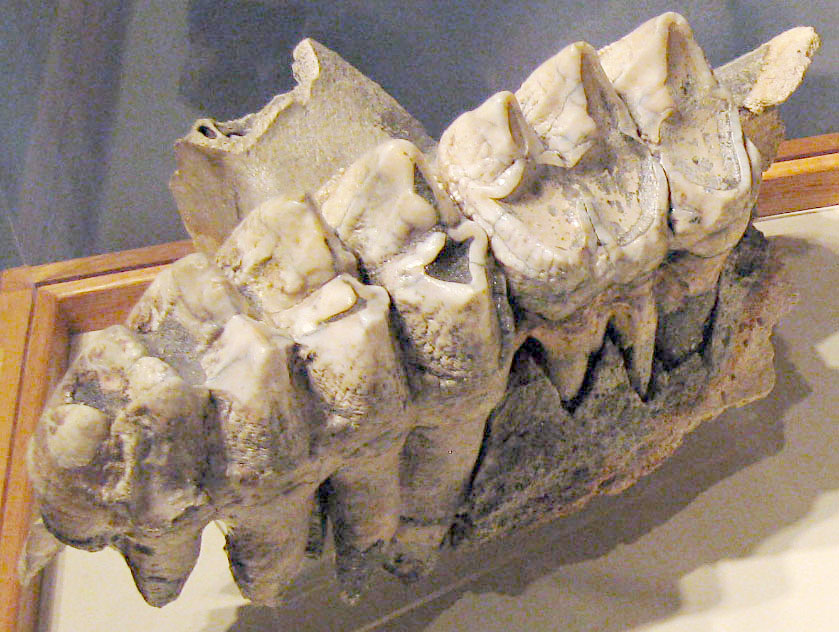
الفك العلوي الأيمن والضرس الثاني والثالث لدى المستودون الأمريكي معروض في متحف ولاية بينيسلفانيا

الماموت هو جنس من عائلة الماموتيدي (Mammutidae) المنقرضة، تنتمي إلى عائلة الفيليات إليفانتيدي (الماموث والفيل). واسم «مستودون» المشترك يأتي من جنس سُمى لوصف عدة أعضاء منقرضة من عائلة الفيليات، ولا يستخدم المستودون (كوفييه) حاليًا. وتحديد الأصنوفة ضُمن الماموت، وهو اسم سبق وصف كوفييه، وواجه رفض المؤلفين الذين يستخدموا اسم «مستودون» كاسم غير رسمي.
ومر أجداد الماموت بـتحويل جيني من إليفانتيداي الفرع الحيوي وكان ذلك من 26.8 مليون سنة مضت. ونُشِرَ حمض نووي للمتقدرات لـالماموت الأمريكي الكامل في عام 2007 باستخدام سِنة حفرية وجدت في ألاسكا وتعود إلى 50,000 إلى 130,000 سنة ماضية. استنتج الباحثون عملًا بتاريخ التحويل الجيني الذي سبق وبالإستفادة من التسلسل الجديد لـمجموعة خارجية إلى صف إليفانتيدي أن أجداد الفيل الإفريقي (نوع لوكسودونتا.) قد تحول جينيًا من الصف الذي أدى إلى تطور الفيل الأسيوي (إليفاس ماسكيمس) والماموث وكان ذلك من نحو 7.6 مليون سنة ماضية، وتحولت صفوف الماموث والفيل الأسيوي من نحو 6.7 مليون سنة ماضية. وهذا ما تؤكده دراسة أخرى تستخدم الحمض النووي لمتقدرات الماموث والتي أثبتت أن الماموث يرتبط بالفيل الأسيوي أكثر من إرتباطه بالفيل الإفريقي. وتم تفسير الاستفادة بـالماموت الأمريكي كمجموعة خارجية فعالة في فرع اللإليفانتيدي الحيوي فهو يمثل بديل مفضل عن أطوم (الأطوم) والدب الصخري (رتبة الدمانيات) وكانوا سابقًا يقوموا مقام الأقارب الأحياء الأكثر قربًا للأفيال.
واكتشفت أقدم حفرية للـماموت (ماموت نوع.) في جمهورية الكنغو الديموقراطية. ويرجع اسم الجنس إلى عائلة الماموتيدي، التي تُنسب إلى رتبة الفيليات. فيتشابه الماموت في المظهر مع عائلة الفيليات الإليفانتيدي، ومنها الماموث، وعلى الرغم من ذلك فإن المستودون كان حيوان عاشب بينما كان الماموث يتغذى من المراعي. ومن المضلل أن أجناس عديدة من ذوي الخراطيم الطويلة من عائلة الجومفوثير لها أسماء مشابهة (مثل: ستيغوماستودون)، وترتبط بالفيلة أكثر من ارتباطها بالمستودون.

### الأنواع

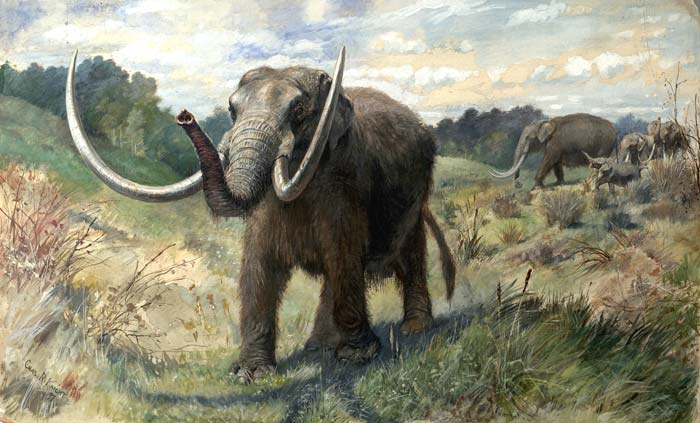
قام بالترميم تشارلز نايت(Charles R. Knight).

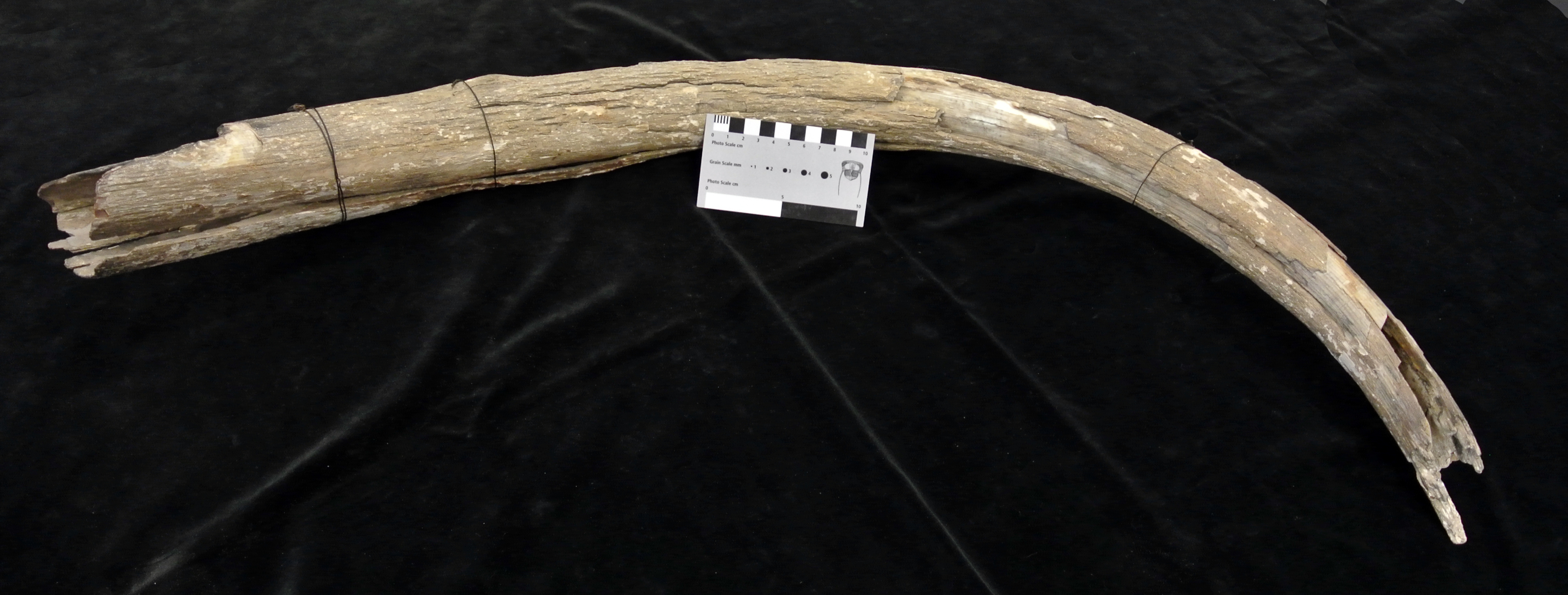
ناب ماموت أمريكي من العصر البليستوسين (Pleistocene) بمقاطعة هولمز، أوهايو.

عاش المستودون الأمريكي (الماموت الأمريكي)، وهو العضو الأكثر حداثة في هذا الجنس، منذ نحو 3.7 مليون سنة مضت حتى إنقرض منذ قرابة 10,000 سنة ما قبل الحقبة العادية. وهذا تمت معرفته عن طريق الحفريات التي تم إكتشافُها في ألاسكا ونيو إنجلاند (New England) في الشمال، وحتى فلوريدا (Florida)، وكاليفورنيا (California) الجنوبية، وجنوبًا وصولاً إلى هندوراس (Honduras). ويشبه الماموت الأمريكي الماموث في الشكل، ولكن بالإضافة إلى غطاءٍ سميك من الشعر. وكانت لديه أنياب يمتد طولها أحيانًا إلى خمسة أمتار;وكانت منحنية إلى الأعلى، ولكن أقل إنحناءً من تلك التي يتمتع بها الماموث. وكان يعيش في مشجرات التنوب الباردة، ومن المعتقد أنه كان يعتشب في قطعان.
والتقارير التي قُدمت تشير إلى اختفائه من أمريكا الشمالية من حوالي 12,700 سنة مضت، وكان هذا جزءًا من الانقراض الجماعي الذي تعرضت له معظم الحيوانات الضخمة التي عاشت في عصر البليستوسين، وكان ذلك إثر التغيرات المناخية السريعة في أمريكا الشمالية على الأرجح، كما يعزو ما حدث لهم إلى الأسلحة المعقدة المصنوعة من الصخور والتي استعملها الكلوفيس (Clovis) وصائدوها. وربما تسبب سكن هنود الباليو في القارة الأمريكية وتجمعاتهم كبيرة العدد نسبيًا قبل 13,000 سنة، وأنشطة الصيد التي قاموا بها في إستنزاف سكان المتسودون تدريجيًا.
ووصف «شولتس» (Schultz) (1937) ماموت الكوزونسيس: عن طريق ضرس حفري كـبليومستودون الكوزونسيس. وعُثِرَ عليه في التكوين الأرضي في كاليفورنيا ويعود لأواخر البليوسين (البلانكان). وأعاد شوشاني وتاسي (Shoshani and Tassy) تكوينه لاحقًا في 1996 وأُدرِجَ تحت ماموت الكوزونسيس.
أما الماموت الفورلونغي: فقد رسمه شوتويل وروسيل (Shotwell and Russell) وكان ذلك في (1963). وعُثِرَ على بقاياه في تكوين جونتورا في أوريغون ويعود لأواخر العصر الميوسين (الكلاريندونيان). وليس هناك يقين حول صحة الأنواع فلم يلاحظها «لامبرت» و«شوشاني» (Lambert and Shoshani) في 1998.
وتوطن مستودون الراكي: في أمريكا الشمالية في عصر البليوسين وعاش من 4.9 إلى 1.8 مليون سنة مضت، أي تواجد من حوالي 3.1 مليون سنة. وسماه «فريك» بالـالمستودون راكي في عام 1933. وكان موقعه في مكامن مدينة «إليفانت بيوت» في ولاية، نيو مكسيكو بأمريكا الشمالية. وأعاد كل من «تيدفورد» في عام (1981) و«لوكاس»(Lucas) و«مورجان»(Morgan) في 1999 تنضيده كـماموت راكي.

## اكتشاف

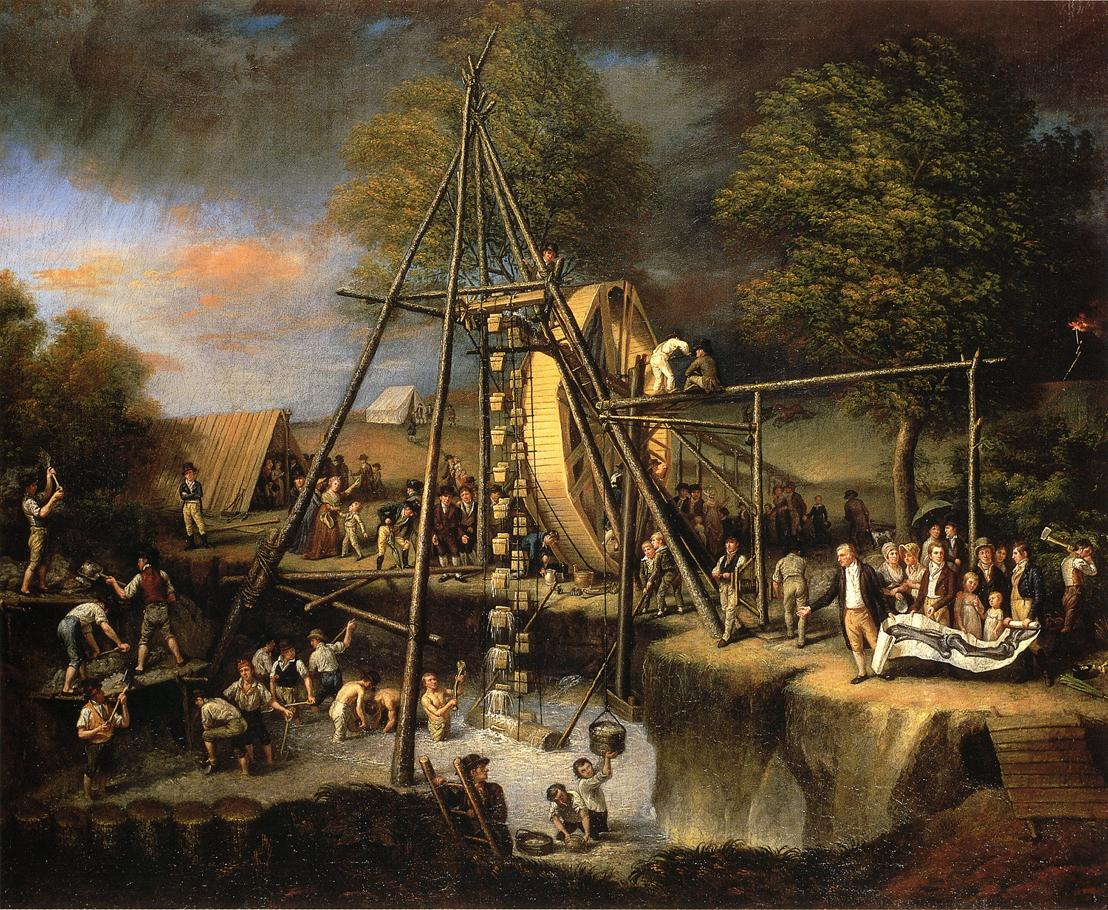
العثور على أول مستودون أمريكي ونقَّب عنه بيالي (Charles Willson Peale)

وعُثر على حفريات في إفريقيا وإنجلترا وألمانيا وهولندا وأمريكا الشمالية ورومانيا وشمال اليونان.
وأسفرت أعمال التنقيب التي جرت من عام 1993 وحتى أوائل عام 2000 في خزان بحيرة سهل الماس (Diamond Valley Lake) خارج مدينة هيميت (Hemet) في مقاطعة ريفرسيدي بولاية كاليفورنيا عن العثور على بقايا كثيرة للمستودون ولعدة حيوانات عاشت في عصر البليستوسين. وأدت وفرة هذه البقايا التي وجدها علماء الأحياء القديمة من متحف مقاطعة سان بيرناردينو إلى إنشاء موقع وأطلقوا عليه «وادي المستودون».
وحاليًا تجري أعمال التنقيب سنويًا في موقع هيسكوك (Hiscock Site) في بيرون، نيويورك بحثًا عن بقايا للمستودون وأشياء صنعها هنود البالي. واكتشفت عائلة هيسكوك الموقع في عام 1959 أثناء استخدام الجرافة لحفر بركة عندما عثرت على نابٍ كبير وتوقفت عن البحث. وتولى متحف علوم بافالو (Buffalo Museum of Science) تنظيم أعمال الحفر منذ عام 1993. كما تجري أعمال تنقيب في مونتجومري، نيويورك في أواخر تسعينيات القرن الماضي.

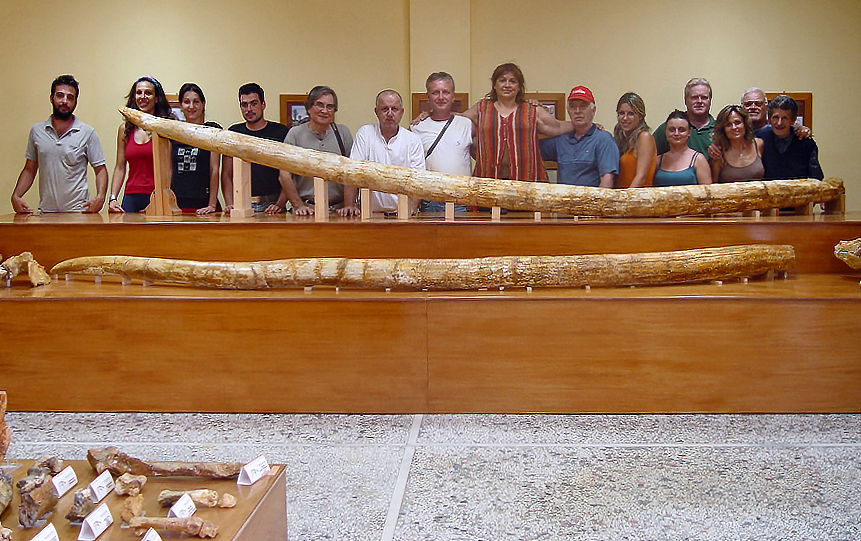
ماموت بورسوني عُثِرَ على أنيابه في اليونان

وعثر فريق من علماء الأحياء الدانماركيون واليونانيون أثناء أعمال التنقيب في «ميليا»، قرية قريبة من غريفينا على أطول ناب للمتسودون في العالم وكان ذلك في يوليو عام 2007 ويعود ذلك الناب إلى النوع الأوروبي من الماموت البورسوني. ويصل طول النب الواحد إلى خمسة أمتار ويزن طن. ويعتقد الخبراء أن هذا الحيوان الثديي ذكر عمره من 25 إلى 30 عامًا، وطوله 11.4 قدم (أي ثلاثة ونصف متر) ويزن نحو ستة أطنان.
وفي أغسطس 2008 عثر عمال المناجم في رومانيا على هيكل عظمي لمستودون عمره 2.5 مليون سنة، ومن المعتقد أن هذا الهيكل من أكثر الهياكل المصونة في أوروبا. وكان نحو تسعون في المائة من عظام الهيكل العظمي سليمة فيما عدا كسور في الجمجمة والنابين. واكتشفت عائلة في بورتلاند، ميشيغان (Portland، Michigan) في أرضهم عظام مستودون أثناء حفر بركة جديدة وكان ذلك في عام 2009. وهي واحدة ضمن 250 مستودون تم اكتشافها في ميشيغان خلال القرن الماضي.
ومنذ يوليو 2009 عُثِرَ على ستة حفريات للمستودون في قرية الماسيك في إقليم بوردور في تركيا. وكان أول إكتشاف لحفريات المستودون في تنقيب قرية الماسيك في عام 2006.
واكتشف العمال في إنديانا أغسطس 2009 أثناء حفر حفرة تخزين ملاط الفحم بقايا مستودون. واحتوت هذه البقايا على أجزاء من الضلوع والجمجمة والنابين ورضفة الركبة، وانتقلت هذه البقايا إلى متحف ولاية إنديانا للدراسة والحفظ.
كما تم العثور على هيكل عظمي لمستودون في أغسطس 2011 فيسافاروف ستان (Ćavarov Stan) بالقرب من توميسلافغراد في البوسنة والهرسك. وعُثِرَ على هيكل عظمي لمستودون في دايتونا بيتش، فلوريدا أثناء بناء بركة احتجاز في نوفمبر 2011. وأجرى متحف العلوم والفنون في دايتونا بيتش دراسات على هذا الهيكل.